# Kees Mandos
Cornelius Antonius Maria (Kees) Mandos (Tilburg, 21 september 1913 - aldaar, 25 december 2001) was een Nederlands kunstenaar.
Mandos werd geboren in de Koestraat in Tilburg. Hij groeide op in een katholiek gezin. Van 1927 tot 1932 kreeg bij les aan de Academie voor Beeldende en Bouwende Kunsten in Tilburg. De lessen die hij daar kreeg waren naar zijn gevoel niet compleet, op de katholieke school werden er namelijk geen naaktmodellen getekend. In deze periode sloot hij zich aan bij de studentenvereniging Sint Leonardus. 
De jonge Mandos liet zich beïnvloeden door de schilder Floris Verster (1861-1927). Verster tekende voornamelijk stillevens van dode dieren, maar ook landschappen. Deze thema's zijn terug te vinden in de schilderijen van Mandos. 
In de kerk van de parochie Korvel in Tilburg zijn nog zeven muurschilderingen van Mandos te vinden. Hij voltooide deze in de jaren vijftig.
Na de oorlog ging Mandos ook sterk katholiek getinte gedichten schrijven.
Hij kalligrafeerde in 1949 een boek met daarin de namen van alle slachtoffers die tijdens de oorlog in Tilburg gevallen waren.
Dit boek kwam te liggen in de tijdelijke Mariakapel aan de Zomerstraat in Tilburg, verbouwd en ingericht door Jos Schijvens, een Tilburgse architect.
Een kopie van dit boek (het origineel is gestolen) kwam ook te liggen in de nieuwe kapel OLV ter Nood aan de Kapelhof in Tilburg.
Ook deze kapel, ter vervanging van de tijdelijke Mariakapel, werd ontworpen door Jos Schijvens.
Nog iedere dag wordt er een pagina open geslagen met daarop de namen van diegenen die die dag in de oorlog gesneuveld zijn.
Kees Mandos stierf op eerste kerstdag in 2001.